# Virginie Martin
 (février 2025).
Motif : Où sont les sources secondaires centrées attestant de son admissibilité ?
- Archive Wikiwix
- Bing
- Cairn
- DuckDuckGo
- E. Universalis
- Gallica
- Google
- G. Books
- G. News
- G. Scholar
- Persée
- Qwant
- (zh) Baidu
- (ru) Yandex
- (wd) trouver des œuvres sur Wikidata

| 1. | Préciser le motif de la pose du bandeau. | Précisez le motif de la pose du bandeau en utilisant la syntaxe suivante : {{admissibilité à vérifier\|date=juillet 2025\|motif=remplacez ce texte par le motif}}                    |
| 2. | Informer les utilisateurs concernés.     | Pensez à avertir le créateur de l'article, par exemple, en insérant le code ci-dessous sur sa page de discussion : {{subst:avertissement admissibilité à vérifier\|Virginie Martin}} |

 (juin 2020).
Virginie Martin, née en 1967, est une politologue française, enseignante-chercheuse à Kedge Business School. Elle est co-présidente du Conseil Scientifique de la Revue politique et parlementaire.
Elle a été créatrice et présidente du Think Tank Different, laboratoire politique créé en 2012. Elle est par ailleurs membre du Conseil économique, social et environnemental en tant que personnalité associée à la Section de l'éducation, de la culture et de la communication[source insuffisante].

## Biographie

### Parcours universitaire
Elle intègre après l'Institut d'études politiques de Paris. Elle y fait son troisième cycle sur le rapport entre chômage et politique : elle met en valeur le lien entre le chômage, le désintérêt pour la politique, mais aussi le vote pour le Front national (FN). Elle obtient une allocation de recherche du CEVIPOF CNRS. Sous la direction de Dominique Reynié et Pascal Perrineau, elle soutient en 2000 à l'université Nice-Sophia-Antipolis une thèse sur Le Front national au pouvoir municipal, vécus et schèmes de représentation : la situation toulonnaise : analyse d'entretiens « non-directifs »[source insuffisante].
Habilitée à diriger des recherches (HDR) en sciences de gestion, son travail de recherche a pour titre « Une lecture politique et critique de l’organisation au regard du genre », sous la direction de David Courpasson, sociologue et proche d'une approche dite hétérodoxe de l'économie.

### Carrière professionnelle
Depuis 2000, elle est professeure-chercheuse à Kedge Business School[réf. souhaitée].
Virginie Martin cofonde en 2012 le Think Tank Different avec Pierre Lénel, sociologue au Laboratoire interdisciplinaire pour la sociologie économique du CNRS. Elle est la présidente de ce think tank, basé à Marseille,. Elle déclare que l'objectif du think tank est de lutter contre la « tyrannie des représentations politiques dominantes » en s'écartant du focus parisien.
Chroniqueuse économique sur LCI, elle a, à la veille du premier confinement de la pandémie de Covid-19, un échange houleux avec le chroniqueur et cinéaste Romain Goupil qui défend la position de ne pas dramatiser alors qu'elle défend la nécessité de confiner à la suite duquel LCI met fin à son contrat.

## Décoration
- Chevalière de la Légion d'honneur dont elle reçoit les insignes par la ministre Najat Vallaud-Belkacem (19 avril 2017)[9].

## Publications

### Ouvrages et contributions
- « L’acte de vote des femmes : 1944-1946 », in Janine Mossuz-Lavau et Armelle Le Bras-Chopard (dir.) : Les femmes et la politique, Paris, L’Harmattan. 1996.
- Toulon la noire, Le Front national au pouvoir, Paris, Denoël, préfacé par Pascal Perrineau, 1996.
- Toulon sous le FN : analyse d’entretiens non directifs, Paris, L’Harmattan, 2000.
- « Une étude qualitative au-delà du plafond de verre, le pouvoir économique au féminin », in : Au-delà d’un monde gris flanelle. Les espaces économiques au regard du genre, Martin V. (dir.) Éditions L’Harmattan EM, no 2, 2006.
- Talents gâchés - Le coût de la discrimination, avec Marie Cécile Naves, Éditions de l'Aube, 2015[10],[11].
- Ce monde qui nous échappe - Pour un universalisme des différences, Éditions de l'Aube, 2015.
- Garde-corps, Lemieux Éditeur, 2016.
- Le charme discret des séries, HumenSciences, 2021[12].
- J’assure en géopolitique avec les séries, De Boeck Supérieur, 2023
- Les inégalités ; regards croisés France - États-Unis, Éditions du Septentrion, université de Lille, 2023
- Vertigineux réseaux. Enjeux éthiques, cliniques et politiques, dirigé avec Pierre-Antoine Chardel, Éditions EMS, 2025.

### Articles de recherche
- « Macron ou l'effet bandwagon » in The Conversation, 5 mars 2017.

## Vidéographie
- Virgine Martin (2020) Les politiques, l'important ce n'est pas la chute ? ; Thinkerview ; diffusé en direct le 4 février 2020 évoquant notamment l'état du politique et la question économique.